# Hannibal Sehested (konseilspræsident)
 Der er flere personer med dette navn, se Hannibal Sehested.
Hannibal Sehested (født 16. november 1842 i Gudme, død 19. september 1924 sammesteds) var en dansk godsejer til Broholm og konservativ politiker, der var Danmarks 15. konseilspræsident (statsminister) fra 1900 til 1901. 
Han tilhørte partiet Højre og var partiets sidste regeringsleder inden systemskiftet, hvor Højre for første gang måtte afgive regeringsmagten til Venstre.

## Baggrund
Hannibal Sehested var søn af stamhusbesidder, senere kammerherre Frederik Sehested og hustru Charlotte født de Linde og bror til bl.a. Hilda og Knud Sehested. Han blev student fra Herlufsholm 1860, cand.jur. fra Københavns Universitet i 1869, var fæster af Tangegård under Broholm 1873, overtog Stamhuset Broholm i 1894, hvor han bl.a. var kendt for opdræt af hunderacen broholmer. Han blev medlem af Landhusholdningsselskabets bestyrelse 1882, og var 1887-1916 medlem af Privatbankens bankråd og fra 1889 tilsynsmand ved Landbohøjskolen.
I 1886 blev han valgt ind i Landstinget og repræsenterede Højre for 6. Landstingskreds frem til 1910. Han var viceformand i Landstinget fra 1892 til 1900, 1901-02 og medlem af Rigsretten 1891-1900. I begyndelsen indtog han en tilbagetrukken holdning i Rigsdagen, men lagde sig op ad J.B.S. Estrups kompromisløse linje over for Venstre. Til gengæld lagde han en del kræfter i udvalgsarbejde, bl.a. var han i 1891 ordfører for Ølskatteloven, der var et led i det socialpolitiske forligskompleks. 1894 blev han medlem af Landbokommissionen og var her med til at forberede Loven af 11. maj 1897 om jords udstykning og sammenlægning. Under behandlingen af denne lov var han sit partis ordfører.

## Regeringsleder
Allerede da ministeriet Reedtz-Thott gik af i 1897 blev Hannibal Sehested opfordret til at overtage posten som statsleder og danne en regering, men takkede nej. I 1900 blev han dog overtalt efter hårdt pres fra kongen og Estrup og indvilgede deri. Det nye ministerium var klart 27. april 1900, og blandt ministrene var politiske veteraner som H. William Scharling, Carl Goos og Ludvig Bramsen. Ud over posten som regeringschef påtog han sig også udenrigsministerposten.
En af stridspunkterne i disse år var en ny skattereform. Sehested vidste, at det meste af Folketinget, hvor Venstre havde solidt flertal, var uvilligt til forhandling, men troede, at han i hvert fald kunne regne med sit bagland i Landstinget, hvor Højre havde flertal. Dette viste sig at være en fejltagelse. Dele af Højre, anført af Jacob Scavenius og Lars Dinesen, enedes med Venstrereformpartiet om Skattekommissionens forslag, og denne politik blev støttet af grev Mogens Frijs og hans meningsfæller. Under Landstingets behandling af regeringens forslag kom det som følge heraf til et voldsomt sammenstød 22. november 1900 mellem Sehested og grev Frijs. Som den diplomatisk dygtigt og taktfulde adelsmand Sehested var, erklærede han dagen efter, at han vel måtte have misforstået Frijs, men situationen var på det tidspunkt blev så kritisk, at en sprængning af Højrepartiet var uundgåelig. I 1902 organiserede udbryderne sig i partiet De Frikonservative.
Under landmandsforsamlingen i Odense 3. juli 1900 havde kronprins Frederik holdt en tale, hvori han tog meget varmt til orde for Sehesteds regering, der, som han sagde, bestod af "dygtige og patriotiske Mænd". Denne tale blev en rød klud i ansigtet på politikerne fra Venstre, og den gamle konflikt mellem de to partier blev yderligere tilspidset, da Sehested 18. marts 1901 nægtede at fraskrive sig provisoriet som politisk middel. Dette stod i kontrast til Tage Reedtz-Thott, der som det først havde erklæret, at han aldrig ville vedtage midlertidige love hen over hovedet på Folketinget.
Konsekvensen udeblev ikke. Ved folketingsvalget 3. april 1901 blev Højres folketingsgruppe halveret, så den kom tilbage med kun otte mand. Efter det katastrofale resultat bad kongen derefter Sehested indgive sin afskedsbegæring, og forhandlingerne i de følgende måneder førte til systemskiftet 24. juli 1901, hvor parlamentarismen blev anerkendt som princip i dansk politik. Sehested blev således Højres sidste regeringschef før systemskiftet, der bragte Venstre til magten for første gang. 

## Senere virke og hædersbevisninger
Sehested spillede siden ingen større politisk rolle. Han beholdt sit sæde i Landstinget indtil 1910. Undervejs var han i 1906 ordfører under Udstykningslovens behandling.
Sehested blev kammerjunker 1874, hofjægermester 1883, kammerherre 1897, Ridder af Dannebrog 1891, Dannebrogsmand 1898, Kommandør af 1. grad af Dannebrog 1901 og Storkorsridder af Dannebrog 1901. Han var formand for repræsentantskabet i Belønnings- og Forsørgelsesforeningen for Tyender i København og Omegn, formand i bestyrelsen for Haglskadeforsikringsselskabet for Fyens Stift fra 1886 og medlem af Centralkomitéen.
Han blev 10. juli 1877 gift i Vor Frue Kirke med Alexandra Elisabeth Augusta Emilie de Seréne d'Acqueria (21. august 1848 i København – 16. juli 1903 på Broholm), datter af fuldmægtig og arkivar i Udenrigsministeriet, kammerjunker Prosper Léon de Seréne d'Acqueria (1812-1870) og Marie Sophie født Utke (1820-1900).
Sehested døde i 1924 og er begravet på Gudme Kirkegård.
Sehested er portrætteret af maleren H.C. Jensen 1900 og af Niels Hansen 1924. Der er rejst et mindesmærke for politikeren af Rasmus Bøgebjerg ved Broholm.